# Georg Spohr
Georg Spohr (Magdeburgo, 24 gennaio 1951) è un ex canottiere tedesco, bi-campione olimpico nel due con di canottaggio, con il ruolo di timoniere dell'equipaggio della Germania Est,  ai Giochi olimpici di Montréal 1976 e Mosca 1980.

## Biografia
La sua bassa statura (1,46 m), ma soprattutto il suo ridottissimo peso (solo 46 kg), gli consentirono di essere un ottimo timoniere nel canottaggio, tanto da conquistare due medaglie d'oro olimpiche.

## Palmarès
| Anno | Manifestazione  | Sede     | Evento  | Risultato |
| ---- | --------------- | -------- | ------- | --------- |
| 1976 | Giochi olimpici | Montréal | Due con | Oro       |
| 1980 | Giochi olimpici | Mosca    | Due con | Oro       |